# Isabelle Andriessen
Isabelle Andriessen (Haarlem, 1986) is een Nederlands kunstenaar.

## Biografie
Andriessen studeerde aan de Rietveld Academie en aan De Rijksakademie in Amsterdam. Buiten Nederland studeerde ze aan kunstacademies in Chicago en Malmö. Ze woont en werkt in Amsterdam.
Haar werk werd tentoongesteld in onder andere Hotel Mariakapel Hoorn, het Stedelijk Museum Amsterdam (2018), Lafayette Anticipations (2018), 15e editie van de Lyon Biënnale (2019) en in Museum of Modern Art Warsaw (2020). In 2020 werd zij genomineerd voor de Volkskrant Beeldende Kunst Prijs.